# Hypo Niederösterreich
Hypo Niederösterreich (Hypo NÖ) é um clube feminino de handebol profissional da Áustria da cidade de Maria Enzersdorf.

## História
Fundado em 1972, é a maior potência do handebol da Áustria, com um histórico de sempre ter jogadores estrangeiras, como eslavas na década de 80 e 90, e brasileiras nos anos 2010 em diante.
A equipe teve uma parceria com a Confederação Brasileira de Handebol entre os anos de 2011 e 2014, abrigando diversas jogadoras da seleção brasileira - incluindo a capitã Alexandra Nascimento, que já jogava no Hypo NÖ desde 2003 - e o técnico Morten Soubak. Nesse período a seleção teve sua fase mais produtiva, vencendo o mundial de 2013. Como os austríacos não conseguiam trazer jogadoras do mesmo nível das brasileiras, a CBHb acabou por romper a parceria.

## Títulos
- Campeonato Austríaco (42)
- :1977, 1978, 1979, 1980, 1981, 1982, 1983, 1984, 1985, 1986, 1987, 1988, 1989, 1990, 1991, 1992, 1993, 1994, 1995, 1996, 1997, 1998, 1999, 2000, 2001, 2002, 2003, 2004, 2005, 2006, 2007, 2008, 2009, 2010, 2011, 2012, 2013, 2014, 2015, 2016, 2017 e 2018

- Copa ÖHB: (30)
1990, 1991, 1992, 1993, 1994, 1995, 1996, 1997, 1998, 1999, 2000, 2001, 2002, 2003, 2004, 2005, 2006, 2007, 2008, 2009, 2010, 2011, 2012, 2013, 2014, 2015, 2016 e 2019

- Liga dos Campeões da Europa (8) 
em 1989, 1990, 1992, 1993, 1994, 1995, 1998 e 2000[2]

- Taça dos Vencedores de Taças (1) em 2013[3]

## Notáveis jogadoras
| - Jasna Kolar-Merdan - Gorica Aćimović - Ausra Fridrikas - Tatjana Logvin - Liliana Topea - Simona Spiridon - Edith Matei - Dragica Đurić-Krstić - Sorina Teodorovic - Nataliya Rusnachenko - Daniela Piedade - Bárbara Arenhart - Fernanda da Silva - Francielle da Rocha - Ana Paula Rodrigues - Deonise Cavaleiro | - Alexandra Nascimento - Fabiana Diniz - Mariana Costa - Sabine Englert - Beatrix Balogh - Erika Kirsner - Dóra Lőwy - Marianna Nagy - Tímea Tóth - Oh Seong-Ok - Terese Pedersen - Paula Ungureanu - Mia Hermansson-Högdahl - Anđa Bilobrk - Slađana Dronić |

## Liigações Externas
- Site oficial (em alemão)
- página na EHF